# Heilig-Geist-Kathedrale (Homs)

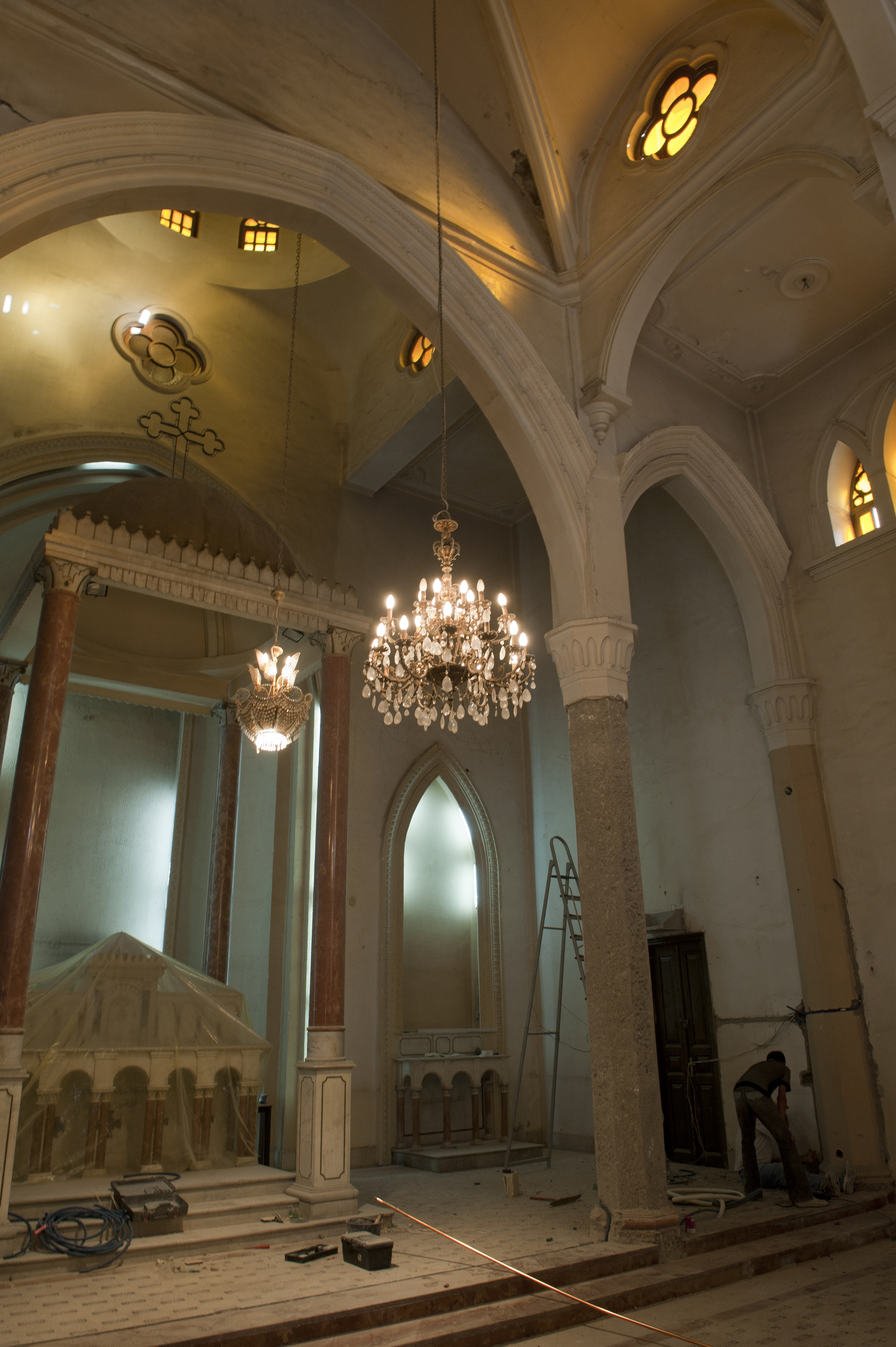
Innenansicht der Heilig-Geist-Kathedrale

Die Heilig-Geist-Kathedrale (arabisch كاتدرائية الروح القدس) oder auch Syrisch-katholische Kirche von Homs (arabisch كنيسة السريان الكاثوليك) ist die Kathedrale der syrisch-katholischen Kirche in Homs in Syrien. Im Bürgerkrieg in Syrien wurde die Kirche schwer beschädigt und ab 2015 restauriert.

## Standort
Der Gebäudekomplex mit der Heilig-Geist-Kathedrale steht am Nordrand der Altstadt von Homs an der Südseite der Straße al-Hamidiya (شارع الحميدية).

## Geschichte
Die Heilig-Geist-Kirche wurde 1912 als neue Kathedralkirche der syrisch-katholischen Erzeparchie Homs errichtet.
Im Bürgerkrieg in Syrien wurde die Kathedrale schwer beschädigt. Nach Aussagen des Pfarrers Michel Naaman, der den Krieg über in Homs blieb, durchschlugen fünf Raketen das Dach der Kathedrale und rissen so Löcher ins Dach. Messen wurden gehalten, obwohl Bombenteile auf dem Fußboden lagen. Im Dezember 2015 verließen die letzten Rebellen die Stadt. Danach wurde mit der Restaurierung der Kirche begonnen, wobei das Dach als erstes wieder hergestellt war. Im April 2016 wurde Theophilus Philip Barakat neuer Erzbischof.

## Architektur
Die Kirche ist Teil eines Gebäudekomplexes westlich der al-Maldschaa-Straße (شارع الملجأ Schari al-Maljaa) zwischen der in West-Ost-Richtung verlaufenden Straße al-Hamidiya (شارع الحميدية) und der südlich parallel verlaufenden Gasse, entlang der in West-Ost-Richtung das geostete Kirchengebäude steht. Am östlichen Ende des Gebäudes befindet sich die Kuppel mit dreidimensionalem, dreibalkigem Kreuz. Hier gehen im rechten Winkel Nebengebäude ab. Die Kirche und ihre Nebengebäude sind wie viele Gebäude der Stadt aus schwarzen Basaltsteinen gemauert, dazu aber mit Reihen und Bögen – so auch an den Fenstern – mit abwechselnd schwarzen und weißen Steinen.

## Bistum und Bischof
Die Heilig-Geist-Kathedrale von Homs ist Kathedralkirche der syrisch-katholischen Erzeparchie Homs (Archieparchia Hemesensis Syrorum), in Langform Erzeparchie Homs, Hama, Nabek und Dependenzen. Sie umfasste im Jahr 2017 etwa 13.000 Gläubige in 15 Parochien mit 14 Priestern. Eparch ist seit dem 15. April 2016 der am 1. Juli 1952 geborene Erzbischof Theophil Theophilus Philip Barakat. Der Sitz des Erzbischofs befindet sich laut Gcatholic ein Stück südlich der Altstadt bei der al-'Adawiya-Kirche (كنيسة العدوية) an der al-Jalaa-Straße (شارع الجلاء).